# Thalera major
Thalera major är en fjärilsart som beskrevs av Warnecke 1930. Thalera major ingår i släktet Thalera och familjen mätare. Inga underarter finns listade i Catalogue of Life.